# Чегодаево (деревня, Москва)
Чегодаево — деревня в Троицком административном округе Москвы (до 1 июля 2012 года в составе Подольского района Московской области). Входит в состав района Вороново. 

## Население
| 1859 | 1890 | 1899 | 1926 | 2002 | 2006 | 2010 |
| ---- | ---- | ---- | ---- | ---- | ---- | ---- |
| 122  | ↘121 | ↘110 | ↗117 | ↘2   | ↘1   | ↗7   |

Согласно Всероссийской переписи, в 2002 году в деревне проживало 2 человека (мужчина и женщина). По данным на 2005 год в деревне проживал 1 человек.

## География
Деревня Чегодаево расположена в восточной части Троицкого административного округа, у границы с Подольским районом, на левом берегу реки Мочи примерно в 55 км к юго-западу от центра города Москвы.
В 3 км северо-западнее деревни проходит Варшавское шоссе, в 11 км к востоку — Симферопольское шоссе М2, в 4 км к северо-востоку — Московское малое кольцо А107, в 8 км к югу — Большое кольцо Московской железной дороги.
К деревне приписано два садоводческих товарищества (СНТ). Ближайшие населённые пункты — сёла Сальково и Клёново.

## История
В «Списке населённых мест» 1862 года — владельческое сельцо 1-го стана Подольского уезда Московской губернии по левую сторону Московско-Варшавского шоссе, из Подольска в Малоярославец, в 12 верстах от уездного города и 16 верстах от становой квартиры, при реке Моче, с 18 дворами и 122 жителями (52 мужчины, 70 женщин).
По данным на 1899 год — деревня Клёновской волости Подольского уезда с 110 жителями.
В 1913 году — 17 дворов, усадьба Стрепихеевой.
По материалам Всесоюзной переписи населения 1926 года — центр Чегодаевского сельсовета Клёновской волости Подольского уезда в 3,2 км от Варшавского шоссе и 8,5 км от платформы Львовская Курской железной дороги, проживало 117 жителей (53 мужчины, 64 женщины), насчитывалось 22 хозяйства, из которых 19 крестьянских, в деревне был организован совхоз, имелась мельница.
1929—1963, 1965—2012 гг. — населённый пункт в составе Подольского района Московской области.
1963—1965 гг. — в составе Ленинского укрупнённого сельского района Московской области.
С 2012 г. — в составе города Москвы.